# 波甘卡河 (霍莫拉河支流)
波漢卡河（烏克蘭語：Поганка），是烏克蘭西部的河流，屬於霍莫拉河的左支流。該河發源自羅日奇納以西，流經赫梅利尼茨基州的舍佩蒂夫卡區，河道全長15公里，流域面積42.1平方公里。